# Ꙅ
À ne pas confondre avec la lettre latine s réfléchi Ƨ.
Le dzé réfléchi (capitale Ꙅ, minuscule ꙅ) est une lettre archaïque de l'alphabet cyrillique utilisée dans plusieurs manuscrits et inscriptions slaves méridionales.

## Représentations informatiques
Le dzé réfléchi peut être représenté avec les caractères Unicode suivants :
| formes    | représentations | chaînes de caractères | points de code | descriptions                             |
| --------- | --------------- | --------------------- | -------------- | ---------------------------------------- |
| capitale  | Ꙅ               | Ꙅ                     | U+A644         | lettre majuscule cyrillique dzé réfléchi |
| minuscule | ꙅ               | ꙅ                     | U+A645         | lettre minuscule cyrillique dzé réfléchi |